# صالح عزيز
صالح عزيز كان طبيبًا وجراحًا تونسيًا (24 نوفمبر 1911 بمدينة سليمان - 23 جويلية 1953). توفي في 23 جويلية 1953 فجأة وقد كان يبلغ من العمر 42 سنة. سمي معهد صالح عزيز (المركز التونسي لمقاومة السرطان) باسمه تخليدا لذكراه.

## تكوينه
ختم صالح عزيز تعليه الأساسي في سن العشرين وقرر بعد ذلك الالتحاق بالجامعات الفرنسية لدراسة الطب. فأتم الجزء الأول من الدراسات الطبية في كلية الطب في مونبلييه ثم الجزء الثاني بكلية الطب في باريس ابتداء من 1937  اثر إعجاب بعض الأساتذة مثل بيير دوفال به الذي اكتشف موهبته كجراح.ثم أصبح متدربًا وممارسًا في مستشفيات باريس.
في عام 1940 ، تحصل على شهادة الدكتوراه في الطب من كلية الطب في باريس، ودافع عن أطروحته التي كانت حول الحمل في القنوات والتهابات المبيض.
قرر صالح عزيز العودة إلى تونس للإستقرار بسبب احتلال ألمانيا لفرنسا خلال الحرب العالمية الثانية.

## سيرته

### صالح عزيز الجراح
اثر عودته إلى تونس في 1940 ، بدأ صالح عزيز مسيرته المهنية كجراح مساعد. وهو يمثل أول جراح تونسي مسلم في تاريخ تونس المعاصر بفضل مناظرة نظمها الدكتور جان ديميرلو، جراح بمستشفى الصادقي في ذلك الوقت. وفي أغسطس 1950, تحصل على مركز جراح رئيس قسم في مستشفى عزيزة عثمانة. تحت تأثير وزير الصحة العامة محمد بن سالم وبذلك كان أول طبيب تونسي يتم ترقيته إلى هذه الرتبة.
اشتغل بمستشفى عزيزة عثمانة وفي عيادته الخاصة بشارع الجرة في آن واحد. ويعود له الفضل في إدخال العديد من التقنيات الجراحية الصعبة التي هو كان أول من جربها. كما أنه أول من قام بجراحة السرطان في تونس (مع اهتمام خاص جراحة سرطان الثدي).
بفضل كل هذه الإنجازات العلمية، تم انتخاب صالح عزيز عضوا في عمادة الأطباء التونسية، من 1948 إلى 1951 .

### التزامه الوطني
إلى جانب التزامه المهني، فقد كان صالح عزيز معروفا أيضاً بانخراطه الكبير في الحركات السياسية. فقد كان يعالج مقاتلي الفلاقة الجرحى والفقراء اثر مواجهاتهم مع الجيش الفرنسي خلال التمرد المسلح في الخمسينات، في عيادته الخاصة. هذا الالتزام الوطني، جعل من عيادته محل تفتيش مرات عدة من قبل سلطات المحمية الفرنسية.
إلا أنه وبفضله، تم اختياره في 31 يوليو 1952 واحدا من الشخصيات التونسية الأربعين الذين يناقشون الإصلاحات التي فرضها جان دي هوتكلوك.

## وفاته
بعد أن شعر بالملل بسبب أنشطته الطبية والسياسية، بدأت حالته الصحية في التدهور في ربيع عام 1953.
توفي فجأة في 23 يوليو 1953 عن عمرلا يتجاوز 42 سنة، وهو في خضم الإستعداد لأداء عملية جراحية في عيادته الخاصة بتونس.

## تخليد ذكراه

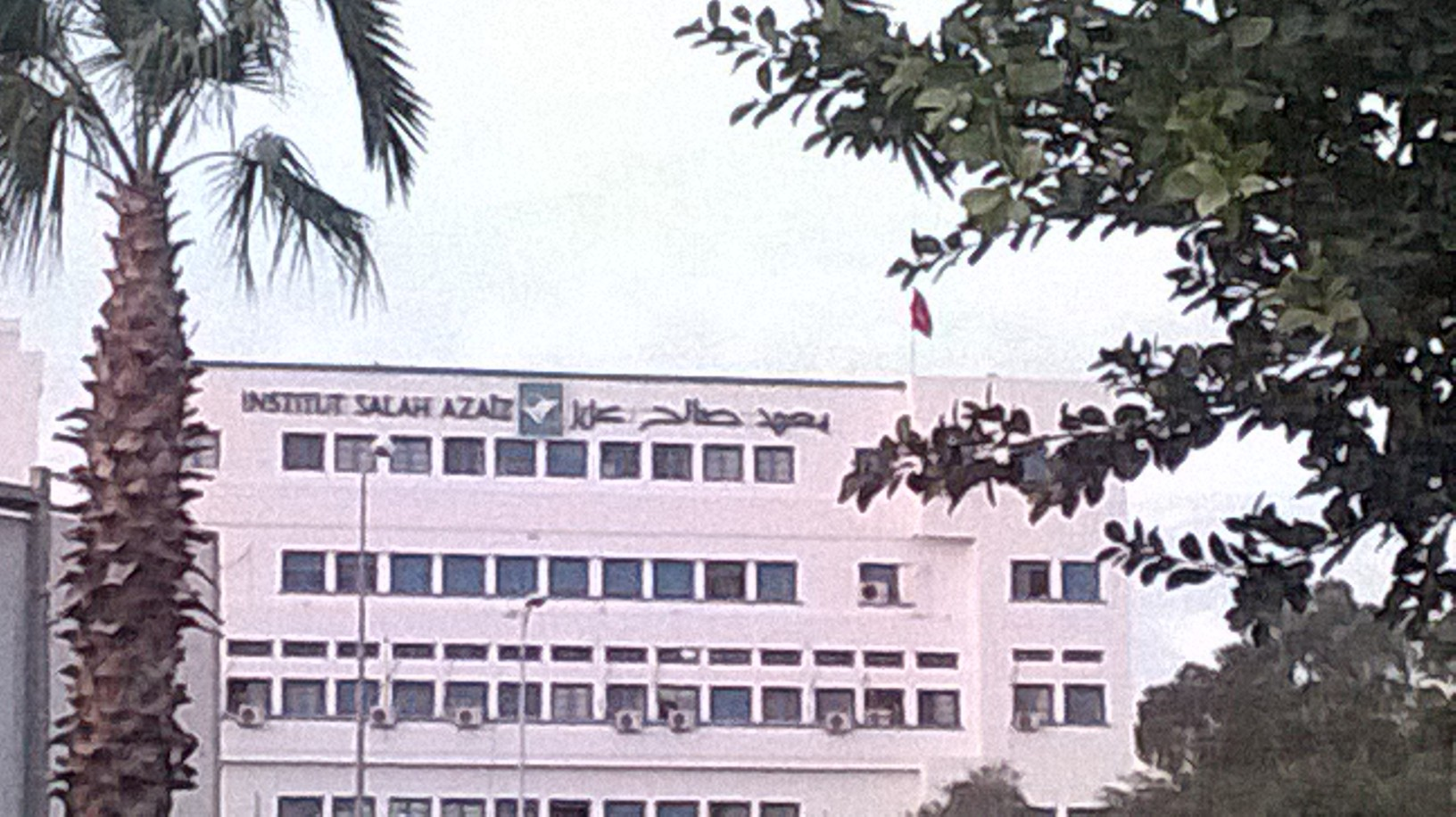
معهد صالح عزيز بتونس

سمي المعهد الوطني للأورام، وهو أكبر مركز في تونس من أجل مراقبة، تشخيص وعلاج السرطان منذ عام 1969 ، بمعهد صالح عزيز تشريفا له شرفه.
كما تم تسمية بعض الشوارع باسمه على غرار مدينة منزل بوزلفة بنابل ومطرش بقابس.
في يونيو 2012 ، تم تكريمه في مؤتمر بعنوان «رعاية المصابين بالسرطان» نظم بمستشفى سليمان.